# (10524) Maniewski
(10524) Maniewski (1990 SZ7) – planetoida z pasa głównego asteroid okrążająca Słońce w ciągu 3,36 lat w średniej odległości 2,24 j.a. Odkryta 22 września 1990 roku.